# Frederik Ooster
Mr. Frederik Ooster (Amsterdam, 2 april 1841 - Apeldoorn, 24 oktober 1898) was een Nederlands jurist en burgemeester.
Ooster zat op het gymnasium in Amsterdam en studeerde daarna rechten aan de Universiteit Utrecht. Van 1866 tot 1879 was hij ambtenaar in Nederlands-Indië. Hij was daar werkzaam als commies bij de algemene secretarie te Batavia, vanaf 1870 griffier bij de omgaande rechter te Samarang, vanaf 1872 officier van justitie bij de Raad van Justitie te Makassar en president van de Landraad te Kraksaan (Probolinggo) en vanaf 1875 president van de Raad van Justitie van de residentie Amboina te Ambon. In 1877 ging hij voor een tweejarig verlof naar Nederland wegens ziekte.
Na zijn terugkomst in Nederland was hij van 1 augustus 1880 tot 1 april 1886 burgemeester van Axel. Op 7 april 1886 vestigde hij zich in Brink en Orden, net buiten Apeldoorn. Hij was daar actief in het verenigingsleven en vanaf 1892 plaatsvervangend kantonrechter. In 1894 kocht hij een stuk grond in de huidige wijk Zevenhuizen en liet daarop een aantal huizen bouwen, die hij later aan de gemeente schonk. De rest van de grond verkocht hij aan consortia die er nog meer huizen bouwden. Hij bleef ongehuwd.
In Axel is de Oosterstraat en in Apeldoorn de Oosterlaan naar hem genoemd.